# North American P-51 Mustang
North American Aviation P-51 Mustang je američki zrakoplov dugog dometa, jednosjed, s jednim motorom koji je tijekom drugog svjetskog rata i Korejskog rata služio kao lovac i lovac-bombarder. 
Mustanga je razvila američka korporacija North American Aviation 1940. Prvi let zrakoplova dogodio se 26. listopada 1940. U uporabu je ušao u siječnju 1942. Ukupno je proizvedeno preko 15000 primjeraka.
Tijekom drugog svjetskog rata, piloti P-51 srušili su oko 4950 neprijateljskih zrakoplova. Do pojave zrakoplova na mlazni pogon, P-51 je bio glavni zrakoplov UN snaga u Koreji. Zrakoplov je u zračnim snagama nekih država ostao u upotrebi do sredine 1980-ih. Popularan je i među privatnim vlasnicima te kao zrakoplov za utrke.
Iz zrakoplova P-51 Mustang razvijen je F-82 Twin Mustang.

## Povijest razvoja
Izbijanjem drugog svjetskog rata britanska vlada je namjeravala kupiti zrakoplove u SAD-u kako bi nadopunili svoje zračne snage (RAF). 
Plan je nadgledao, Sir Henry Self. Prvotna namjera je bila kupovina velikog broja zrakoplova Curtiss P-40 Warhawk za upotrebu u Europi. Plan nije bio izvediv jer tvornica tvrtka "Curtiss-Wright" nije mogla preuzeti nove narudžbe.
Self je pitao Jamesa "Dutcha" Kindelbergera u tvrtki "North American" da li bi ta tvrtka mogla proizvesti zrakoplove P-40. Kindelberger mu je odgovorio kako bi bilo bolje da njegova tvrtka izradi novi bolji zrakoplov za manje vremena nego što bi trebalo da prilagodi proizvodne linije svoje tvornice za proizvodnju P-40.
Sir Wilfrid Freeman, glavni u britanskom Ministarstvu za proizvodnju zrakoplova naručio je 320 zrakoplova u ožujku 1940. Nakon narudžbe, dizajneri tvrtke "North American", Raymond Rice i Edgar Schmued počeli su raditi na projektu NA-73X kako bi razvili zrakoplov na temelju motora Allison V-1710 koji koristi zrakoplov P-40. Već 117 dana nakon narudžbe prototip je bio spreman za testiranje.
Kasnije tijekom rada provotni motor je zamijenio snažniji Rolls-Royce Merlin u inačicama P-51B/C što je značajno poboljšalo brzinu i maksimalnu visinu zrakoplova, dok je u zadnjoj inačici P-51D motor bio Packard V-1650-7 (licencirana verzija britanskog motora Rolls-Royce Merlin 66).

## Specifikacije
Karakteristike P-51D i P-51K:
- posada: 1
- dužina: 9.83 m
- raspon krila: 11.28 m
- visina: 4.08 m (kotači na tlu, vertikalno postavljen propeler)
- površina krila: 21.83 m2
- težina prazan: 3465 kg
- težina pun spremnik goriva: 4175 kg
- maksimalna uzletna težina: 5490 kg
- maksimalna količina goriva: 1590 L
- motor: Packard V-1650-7 tekućinom hlađen V-12, 1490 KS (1111 kW) pri 3000 okretaja/min; u slučaju potrebe i do 1720 KS (1282 kW)
- maksimalna brzina: 703 km/h na 7600 m
- krstareća brzina: 580 km/h
- dolet: 2755 km
- maksimalna visina: 12800m

Naoružanje 
- 6 x 12.7mm AN/M2 Browning strojnice
- 6 ili 10 x 127mm T64 H.V.A.R. projektila
- 453 kg bombi na dva krilna nosača
  - svaki nosač: 1 x 45kg bomba, 1 x 113 kg bomba ili
  - svaki nosač: 1 x 226 kg bomba